# Fred Veenstra
Fred Veenstra (Ten Boer, 8 november 1962) is een Nederlands jurist, politicus en bestuurder. Hij is lid van het CDA. Sinds 19 november 2024 is hij burgemeester van Smallingerland.

## Biografie
Veenstra werd geboren in het Groningse Ten Boer. Op vierjarige leeftijd verhuisde hij naar het Friese Buitenpost waar zijn vader melkboer was. Later werkte zijn vader bij het ziekenfonds in Surhuisterveen. Na de lagere school heeft hij het gymnasium α gedaan. Hij koos door onder andere colleges van Alfons Dölle voor de studie staats- en bestuursrecht aan de Rijksuniversiteit Groningen. Daarna werkte hij als ambtelijk secretaris van het bureau voor christelijk onderwijs in Enschede, waar hij ook in de gemeenteraad zat.
Later werd Veenstra juridisch consultant bij Metrium Onderwijsdienstverlening in Leeuwarden. In die periode was hij CDA-fractievoorzitter en in 2002 werd hij wethouder in de gemeente Smallingerland. Van 12 januari 2010 tot 27 november 2015 was hij burgemeester van Franekeradeel. Op 1 december 2015 werd hij burgemeester van De Friese Meren. Veenstra werd voorgedragen en benoemd voor een tweede termijn als burgemeester van De Friese Meren met ingang van 1 december 2021. Op 10 oktober 2024 nam hij afscheid van De Friese Meren als ereburger.
Op 9 juli 2024 werd Veenstra door de gemeenteraad van Smallingerland voorgedragen als nieuwe burgemeester. Op 21 oktober van dat jaar werd hij door de ministerraad voorgedragen voor benoeming bij koninklijk besluit met ingang van 19 november van dat jaar.
Veenstra is getrouwd en heeft drie kinderen.